# San Andrés Zabache
San Andrés Zabache es una localidad del estado mexicano de Oaxaca. Es cabecera del municipio de San Andrés Zabache.

## Demografía
| Censo | Población |
| ----- | --------- |
| 1900  | 880       |
| 1910  | 858       |
| 1921  | 580       |
| 1930  | 539       |
| 1940  | 537       |
| 1950  | 540       |
| 1960  | 550       |
| 1970  | 613       |
| 1980  | 755       |
| 1990  | 1074      |
| 1995  | 1051      |
| 2000  | 916       |
| 2005  | 756       |
| 2010  | 726       |
| 2020  | 748       |